# Wangcun, Xiuning
Wangcun är en köping i östra Kina. Den ligger i Xiuning härad i staden Huangshan i provinsen Anhui, omkring 250 kilometer söder om provinshuvudstaden Hefei. Antalet invånare är 6 744. Befolkningen består av 3 496 kvinnor och 3 248 män. Barn under 15 år utgör 19,0 %, vuxna 15-64 år 67 %, och äldre över 65 år 12,0 %.